# حبیب‌الله کسمایی

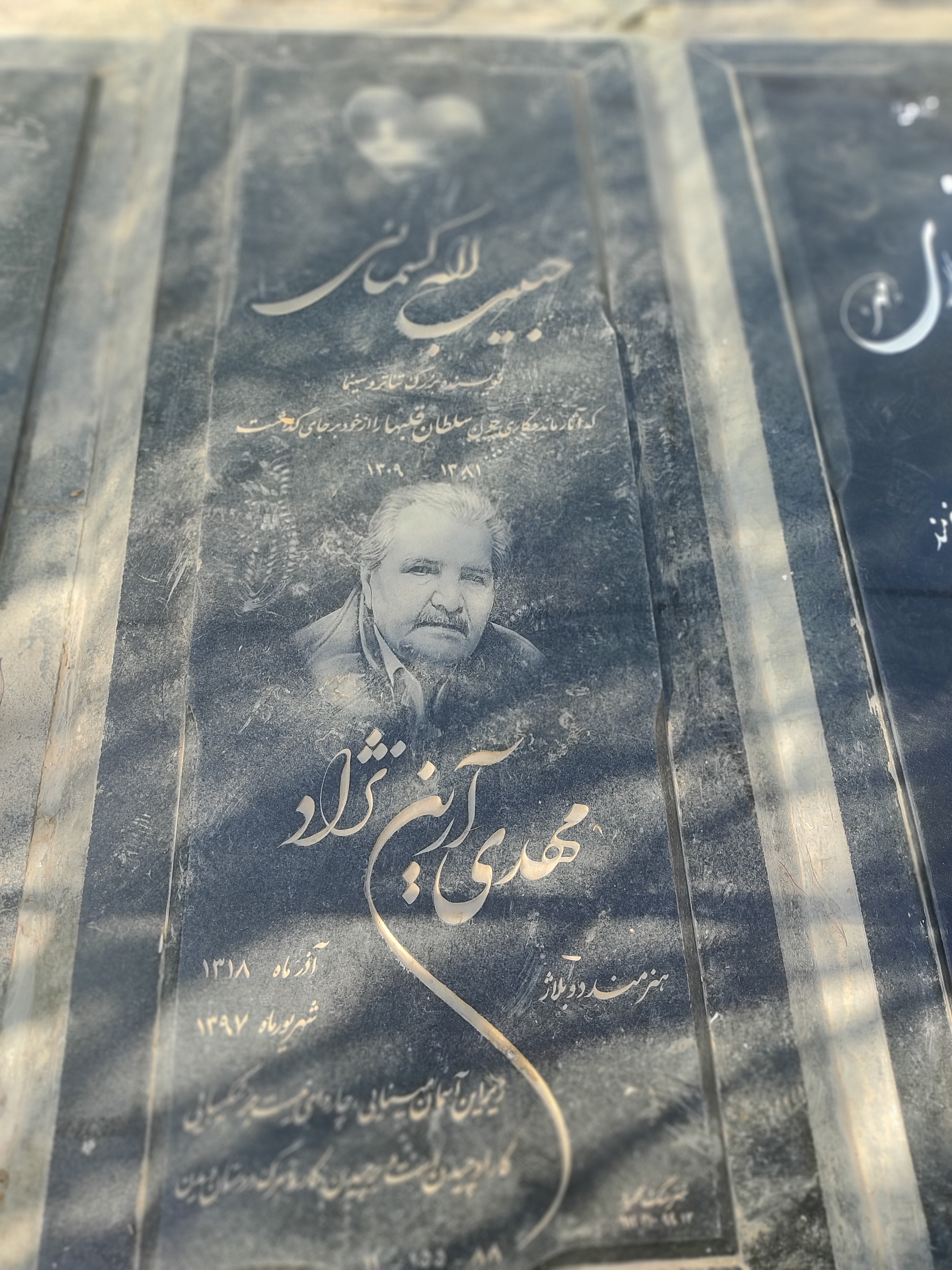
قبر حبیب‌الله کسمایی در قطعه هنرمندان بهشت زهرا

حبیب‌الله کسمایی (زاده ۱۳۰۹ – درگذشته ۸ تیر ۱۳۸۱) فیلم‌نامه‌نویس اهل ایران است.

## نویسنده
- قیام (۱۳۵۹)
- رفاقت (۱۳۵۶)
- فقط آقا مهدی می تونه (۱۳۵۶)
- جاهل و رقاصه (۱۳۵۵)
- قادر (۱۳۵۵)
- تیرانداز (۱۳۵۴)
- عبور از مرز زندگی (۱۳۵۴)
- حسین آژدان (۱۳۵۳)
- گلنسا در پاریس (۱۳۵۳)
- جعفر جنی و محبوبه‌اش (۱۳۵۲)
- قربون زن ایرونی (۱۳۵۲)
- معشوقه (فیلم ۱۳۵۲) (۱۳۵۲)
- علی سورچی (۱۳۵۱)
- فاتح دل‌ها (۱۳۵۱)
- فرار از زندگی (۱۳۵۱)
- میخک سفید (۱۳۵۱)
- نواب (۱۳۵۱)
- آسمون بی ستاره (۱۳۵۰)
- خوشگلترین زن عالم (۱۳۵۰)
- درختان ایستاده می‌میرند (۱۳۵۰)
- زیر بازارچه (۱۳۵۰)
- مردافکن (۱۳۵۰)
- آژیر خطر (۱۳۴۹)
- زیبای جیب‌بر (۱۳۴۹)
- شهر گناه (فیلم ۱۳۴۹) (۱۳۴۹)
- آخرین مبارزه (۱۳۴۸)
- جدایی (۱۳۴۸)
- شهرآشوب (۱۳۴۸)
- قصه دل‌ها (۱۳۴۸)
- سلطان قلب‌ها (۱۳۴۷)